# Ofensiva conjunta dos rebeldes etíopes em 2021
A ofensiva conjunta dos rebeldes etíopes foi uma ofensiva militar iniciada no final de outubro de 2021 pela coalizão entre as Forças de Defesa de Tigray e o Exército de Libertação Oromo contra a Força de Defesa Nacional da Etiópia no contexto da Guerra do Tigray e do conflito oromo. As duas organizações assumiram o controle de várias cidades ao sul da região de Tigray na direção da capital etíope Adis Abeba no final de outubro e início de novembro. Alegações de crimes de guerra incluíram a execução extrajudicial de cem jovens em Kombolcha pelas Forças de Defesa de Tigray, segundo autoridades federais.

## Contexto
A Guerra do Tigray começou com os ataques em 4 de novembro de 2020 pelas Forças Especiais de Tigray contra o Comando Norte da Força de Defesa Nacional da Etiópia e continuou com as forças armadas etíopes, as forças especiais da região de Amhara e as Forças de Defesa da Eritreia lutando contra as forças tigrínias. Todos os beligerantes realizaram numerosos crimes de guerra, além de batalhas militares. No início de outubro de 2021, as Forças de Defesa de Tigray haviam recuperado o controle de grande parte da região de Tigray e partes da região de Amhara, enquanto as autoridades federais etíopes mantinham um bloqueio contra a ajuda humanitária à região de Tigray, o que Mark Lowcock, ex-chefe do Escritório das Nações Unidas para a Coordenação de Assuntos Humanitários (OCHA), considerou como um objetivo deliberado de "esfomear a população quer para a subjugação ou para tirá-la da existência". Em meados de outubro, as forças armadas etíopes lançaram uma nova ofensiva militar com o objetivo de retomar o controle da região de Tigray e as partes controladas pelas Forças de Defesa de Tigray da região de Amhara.
Em 1 de novembro de 2021, o longevo conflito oromo levou o Exército de Libertação Oromo a alegar ter assumido o controle militar de "várias cidades no oeste, centro e sul de Oromia".

## Queda de Dessie e Kombolcha
Nos poucos dias que antecederam 2 de novembro, as Forças de Defesa de Tigray assumiram o controle de Dessie e Kombolcha. O The New York Times considerou o evento como significativo, descrevendo as duas cidades como estando "estrategicamente localizadas ... em uma estrada que vai de norte a sul que se tornou a espinha dorsal de uma guerra que pode determinar o futuro da Etiópia."
O Exército de Libertação Oromo afirmou ter assumido o controle de Kamisee em 31 de outubro. As Forças de Defesa de Tigray e o Exército de Libertação Oromo confirmaram uma aliança militar contra as forças federais. As ações militares da coalizão rebelde foram vistas pelas autoridades federais como uma ameaça a Adis Abeba, capital da Etiópia. Em 5 de novembro, as duas organizações anunciaram uma coalizão mais ampla, incluindo sete grupos menores, que nomearam de Frente Unida das Forças Federalistas e Confederalistas da Etiópia.
As Forças de Defesa da Eritreia, que haviam apoiado fortemente a Força de Defesa Nacional da Etiópia nas fases anteriores da Guerra do Tigray, pareciam estar ausente dos combates do final de outubro/início de novembro. De acordo com o historiador francês e especialista em Chifre da África Gérard Prunier, isso ocorreu porque a maior parte do exército eritreu em Tigray estava defendendo a fronteira com o Sudão (para evitar que os rebeldes tigrínios fossem potencialmente abastecidos pelo Egito, um oponente do governo de Abiy Ahmed) e protegendo a própria fronteira da Eritreia com Tigray, deixando assim a defesa de Adis Abeba principalmente para as milícias amharas diante das pesadas perdas sofridas pelo exército federal da Etiópia. A estrutura de comando e controle das forças armadas etíopes  foi descrita como tendo "colapsado" por oficiais tigrínios e ocidentais.

## Meados-final de novembro
Em 16 de novembro, as Forças de Defesa de Tigray alegaram terem tomado o controle de Ataye e Senbete na Zona de Oromia na região de Amhara. Esta área foi o local de confrontos entre as etnias oromos e amharas nos meses anteriores. Em 19 de novembro, os rebeldes estavam tentando apoderar-se de Shewa Robit, e reivindicaram o controle em 22 de novembro. Em 25 de novembro, as Forças de Defesa de Tigray estavam se aproximando de Debre Sina e o primeiro-ministro federal Abiy Ahmed anunciou que viajaria para a frente de batalha. Ele chegou a um local não declarado na frente de batalha em 23 de novembro, de acordo com um porta-voz. Os rebeldes pretendiam cortar uma linha de abastecimento para Djibuti.
Em 28 de novembro, as Forças Especiais de Afar recuperaram o controle de Chifra. Havia "cadáveres por toda parte nas ruas" e lojas e mesquitas foram destruídas. Os moradores fugiram e Chifra tornou-se uma base para as forças afares.
De acordo com a Sveriges Radio, no final de novembro, o Exército de Libertação Oromo havia "cercado" Adis Abeba do oeste, sul e sudeste, e estava em coalizão com as Forças de Defesa de Tigray no nordeste.

## Dezembro: contraofensiva do governo etíope
O primeiro-ministro Abiy Ahmed anunciou que está se juntando à guerra, para liderar na linha de frente, para defender a nação. Desde então, a Força de Defesa Nacional da Etiópia obteve grandes ganhos territoriais, incluindo a libertação de Dessie e Kombolcha das forças da Frente de Libertação do Povo Tigray. Em 13 de dezembro, o governo etíope afirmou que suas forças controlavam a estrada principal de Woldia para Mekelle, enquanto as forças da Frente de Libertação do Povo Tigray ainda controlam Woldia. Em 18 de dezembro, as forças armadas etíopes anunciaram que havia libertado Woldia. No dia seguinte, 19 de dezembro, o vice-primeiro-ministro da Etiópia Demeke Mekonnen visitou a cidade de atração turística de Lalibela, refutando a alegação dos rebeldes de que eles controlavam a localidade. Em 20 de dezembro, Getachew Reda, porta-voz da Frente de Libertação do Povo Tigray anunciou que eles estavam se retirando de várias áreas do norte da Etiópia, incluindo de Amhara e de Afar, e recuando para Tigray, dizendo: "Decidimos nos retirar dessas áreas para Tigray. Queremos abrir as portas para a ajuda humanitária."

## Crimes de guerra
As autoridades etíopes afirmaram que as Forças de Defesa de Tigray haviam assassinado extrajudicialmente cem jovens em Kombolcha.

### Predições
No final de novembro de 2021, um grupo de 34 organizações não governamentais e 31 indivíduos, autodenominando-se Cidadãos Africanos; Helen Clark, Michael Lapsley e David Alton; e o Genocide Watch previram que um genocídio, em que os internos tigrínios e oromo e os amharas são massacrados, pode resultar da ofensiva. Os Cidadãos Africanos consideraram a ameaça de tomar Adis Abeba como um provável gatilho para um genocídio.